# Erupce Vesuvu (79)

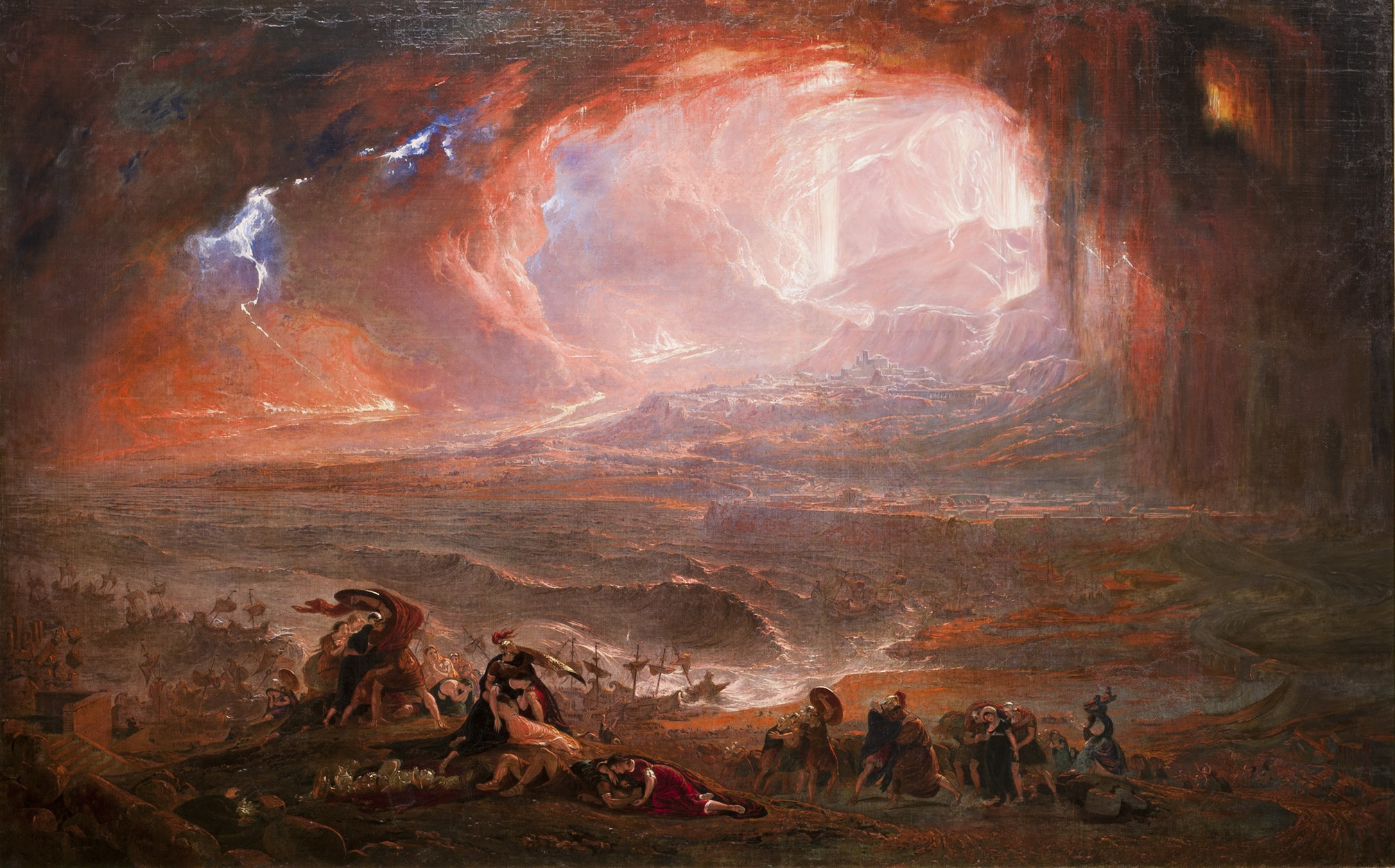
Restaurovaná verze obrazu Zničení Pompejí a Herculanea z roku 1822, od anglického malíře Johna Martina

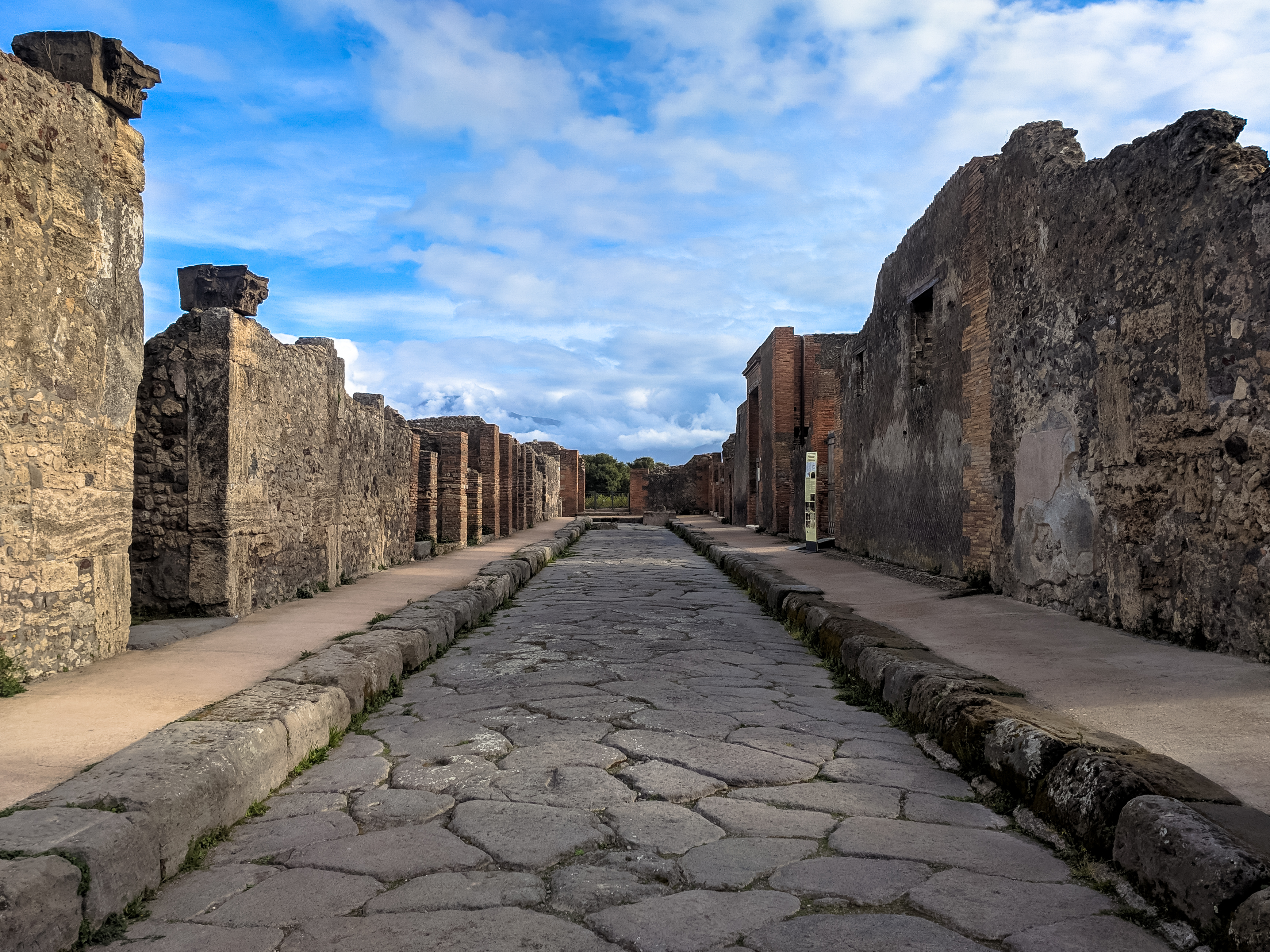
Pompeje

Erupce Vesuvu v roce 79 (nebo také Pompejská erupce) byla katastrofická sopečná erupce pliniovského typu na území tehdejší Římské říše. Na indexu vulkanické aktivity dosáhla síly VEI 5, vyžádala si zhruba 3 500 obětí a zničila řadu římských měst jako Pompeje, Herculaneum, Stabie, Oplontis a Boscoreale, kvůli čemuž patří mezi nejtragičtější a nejznámější vulkanické erupce v zaznamenaných dějinách. 
O pohromě se historici dozvěděli z dochovaných kopií dvou dopisů Tacitovi od Plinia mladšího, římského spisovatele a básníka, jemuž tehdy bylo 17 let. Byl přímým svědkem události, kterou sledoval z ostrohu Misenum, nacházejícím se v severozápadní části Neapolského zálivu, zhruba 30 km od sopky. 

## Průběh
V roce 62 zasáhlo Neapolský záliv silné zemětřesení a způsobilo rozsáhlé škody, zejména v Pompejích (některé následné opravy nebyly hotové ani v den osudného výbuchu v roce 79). Zároveň došlo k hromadnému úhynu 600 kusů ovcí na otravu „zkaženým vzduchem“, což naznačuje, že zemětřesení mohlo souviset se sopečnou aktivitou. Pár týdnů před katastrofou vyschly v okolí fontány a studny. Čtyři dny před erupcí v roce 79 se začaly objevovat drobné, zato stále častější otřesy. Římané jimi nebyli nijak zvlášť znepokojeni, neboť jsou pro Kampánii běžné. Nikdo z nich si je nedával do spojitosti s přilehlým Vesuvem, který mylně považovali za vyhaslý.

### Erupce

Schéma erupce pliniovského typu:
1. plyno-popelový mrak
2. přívod magmatu
3. sopečný spad
4. vrstvy lávy a popela
5. podložní nevulkanické vrstvy původních hornin
6. magmatický krb

Římská města zasažená erupcí Vesuvu v roce 79. Černé stínování představuje oblast spadu sopečného popela a strusky

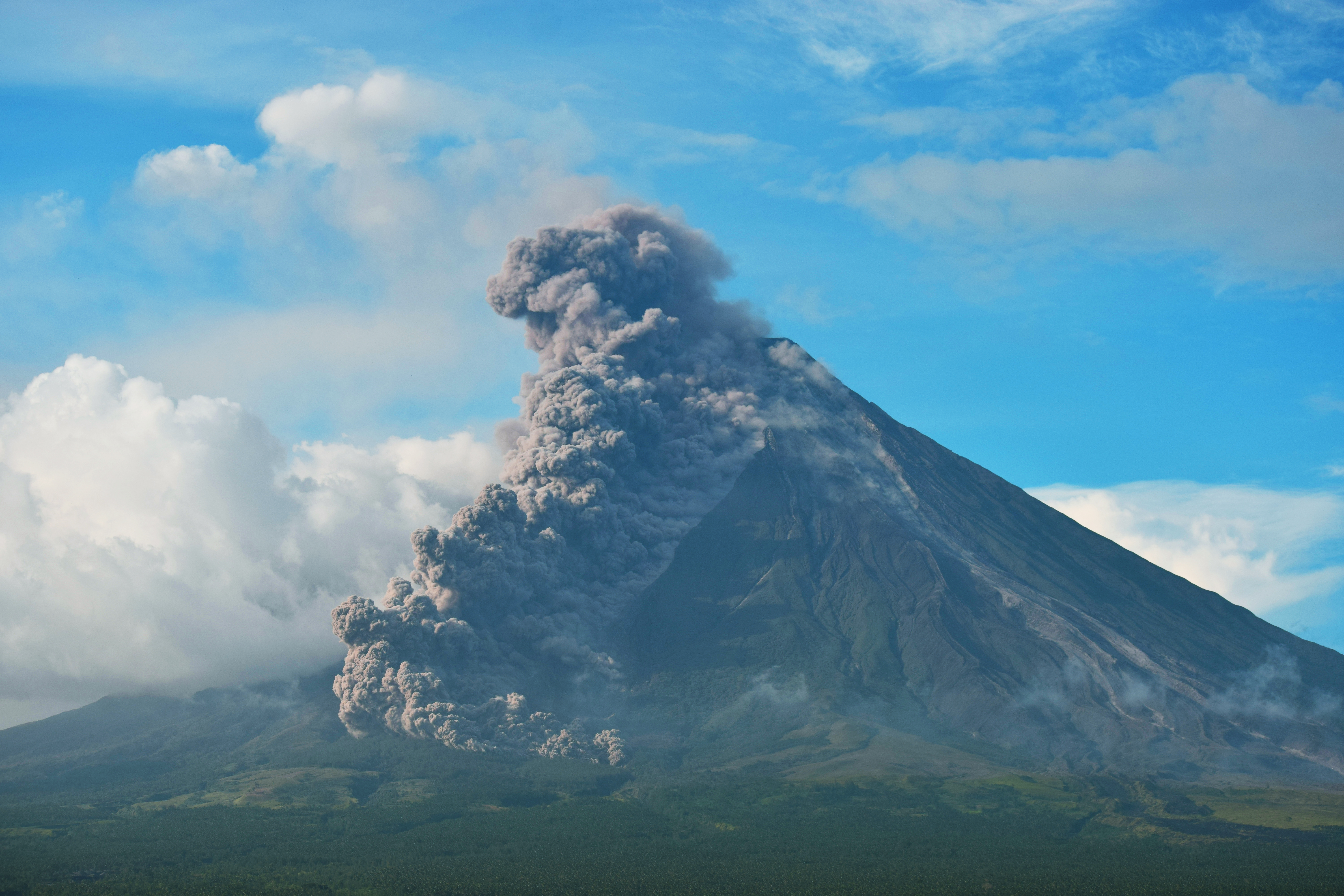
Pyroklastické
proudy a přívaly stály za většinu obětí pompejské erupce. Na fotce z roku 2018 je zachycen pyroklastický proud ze sopky Mayon, jehož délka dosáhla čtyř kilometrů.

Dne 24. srpna (nebo 24. října) 79, asi okolo jedné hodiny odpoledne, započala silná erupce pliniovského typu a vznikl mohutný sloupec popela, vynášený do výšky více než 30 km. V této výšce se výstup vyvrženého materiálu zastavil a začal se šířit horizontálně. Kvůli větrům, které ten den vanuly ze severozápadu, byl hustý sopečný oblak unášen přes Pompeje a dále na jihovýchod. Oblast pod ním se uprostřed dne ponořila do úplné tmy, neboť skrz oblak nemohl proniknout žádný sluneční svit. Pompeje tak začal zasypávat sopečný spad rychlostí asi 15 cm/hod. Největší kusy bílé pemzy měly rozměr 3 cm. Herculaneum nebylo díky své poloze spadem postiženo. 
Plinius mladší se o erupci, společně se svým strýcem Pliniem starším, dozvěděl až o hodinu později. Následně obdržel zprávu od svého přítele Rectina, že ho erupce uvěznila ve Stabiae. Plinius starší se proto rozhodl zorganizovat záchrannou misi a vyplul se svými galérami směrem na druhou stranu Neapolského zálivu. Jeho synovec účast odmítl a zůstal doma na ostrohu Misenu.
Od páté hodiny odpolední se v Pompejích začaly řítit první střechy. V noci tam dosahovala tloušťka tefry již 2,8 m. Kolem půlnoci nastala druhá etapa erupce, o čemž svědčí vyvrhování šedé pemzy místo bílé. Do té doby stabilní erupční sloupec se pod svou vlastní vahou celkem 6× zhroutil. Přehřátý popel a plyny se tak rozlily po svazích do okolí v podobě extrémně nebezpečných pyroklastických proudů a pyroklastických přívalů. Tato lavině podobná žhavá (100–1 000 °C) směs hornin, popela a plynů, pohybující se rychlostí několika set km/h, spálí a zničí vše, co pohltí. Příčinou nestability erupčního sloupce byla jeho příliš vysoká hmotnost a nedostatečné konvekční proudění, které již nebylo schopné vynášet obrovské množství vulkanického materiálu a plynů vysoko do atmosféry. Během erupce Vesuvu vzniklo celkem sedm pyroklastických přívalů (S-1 až S-7) a šest pyroklastických proudů (F-1 až F-6), o čemž svědčí Pliniovy spisy a současný stratigrafický průzkum jednotlivých vrstev. Každý příval byl brzy následován proudem, ovšem kromě posledního S-7. První dvě dvojice těchto nebezpečných jevů (S-1, F-1, S-2 a F-2), k nimž došlo zhruba v 00:00 a 01:00, zdevastovaly jen Herculaneum a ke vzdálenějším Pompejím se nedostaly. Poté nastalo dočasné zklidnění sopky a spad tefry polevil. Obyvatelé Pompejí, kterým se podařilo ze včerejšího dne z města utéct, se do něj začali vracet. Rychle se však bouřlivá aktivita Vesuvu opět obnovila a v 05:30 dala do pohybu S–3 a F–3, ovšem svou energii ztratily těsně před hradbami Pompejí. Teprve až po hodině bylo antické město poprvé zasaženo. Žhavá mračna (S–4 a F–4), která město pohltila a zastavila se 0,5 km za hradbami, se pro velkou část Pompejanů stala osudnými. Nicméně všechny jeho obyvatele nezabily, jelikož ve vykopávkách se našla těla, ležící nad tímto konkrétním vkladem pyroklastických depozitů. 
Zemětřesení, jenž byla pociťována celou noc, nad ránem ještě zesílila. Plinius mladší a jeho matka se rozhodli opustit dům, jenž otřesy nemusel vydržet. V průběhu úprku z města směrem do vnitrozemí pozorovali malou vlnu tsunami, včetně předcházejícího ústupu moře. Vyvolal ji průnik pyroklastických proudů do vod zálivu. Situace se v okolí Vesuvu zhoršila okolo 7. hodiny ranní, kdy vznikl největší pyroklastický příval S-6. Ten zničil veškeré osídlení v okruhu 10–15 km a málem se dostal k městu Stabie. Tam ve stejnou chvíli zemřel na otravu toxickými plyny Plinius starší, který byl pravděpodobně astmatikem. Při vstupu na moře se šestý příval bez obtíží začal šířit přes Neapolský záliv až se zastavil na druhé straně těsně u ostrohu Misenu. Plinius mladší ve svých dopisech uvedl, že se ocitli v naprosté tmě. Jakmile polevila a trochu se vrátilo světlo, tak popelem pokrytá krajina v něm budila dojem, jako kdyby byla zasněžená. Téhož dne se vulkán postupně uklidnil a ruiny Pompejí a Herculanea zůstaly na nadcházejících 16. staletí pohřbeny pod sopečnými produkty.

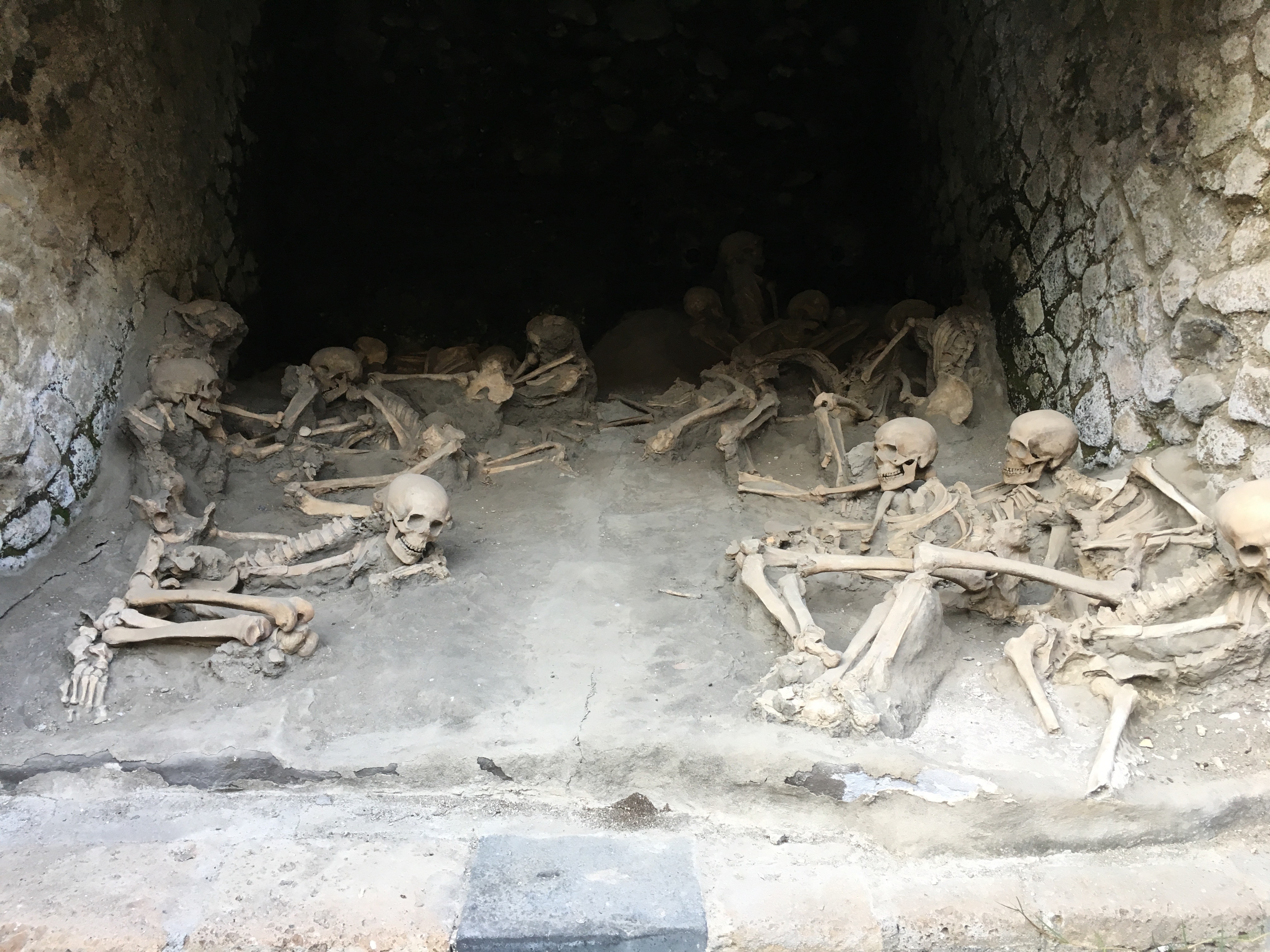
Kostry obětí Herculaneu

Při erupci Vesuvu si nejvíc obětí vyžádaly pyroklastické přívaly a pyroklastické proudy. V okolí kráteru se jejich teplota pohybovala okolo 850 °C, ve větší vzdálenosti byla samozřejmě nižší (ještě 10 km od zdroje to bylo asi 250 °C). Podle odhadů mohlo zemřít 3,5 tisíc osob (jiné prameny hovoří dokonce až o 16 tisících obětech), ačkoliv doposud bylo objeveno jen 1 500 těl. Přesný počet mrtvých není znám. V Pompejích a Herculaneu mohlo žít dohromady až 30 tisíc lidí. Dalšími zničenými městy byly Stabie a Oplontis. Herculaneum zasáhla většina pyroklastických proudů a přívalů a skončilo tak pod 23 metry pyroklastických depozitů. Jeho obyvatelé zemřeli v prvních vteřinách během prvního zásahu na následky tepelného šoku, kdy teplota dosahovala 240–370 °C (jiný zdroj uvádí 500–600 °C). Tyto hodnoty dokládá na místě nalezené zuhelnatělé dřevo. Podobný osud mělo také město Oplontis. Intenzivní žár oběti silně spálil, což ve vzdálenějších Pompejí patrné není. Tam teplota žhavých mračen činila 140–300 °C, přičemž v lépe chráněných interiérech budov se zvýšila asi jen na 100 °C. Část úmrtí (38 %) v Pompejích způsobovaly také hroutící se střechy, neboť je přitěžovala těžká vrstva tefry (pro střešní konstrukce je limitní již několik desítek centimetrů). Ke konci zde dosahovala tloušťky zhruba 6 m.  Vzhledem k typu sopečné erupce neproběhla tvorba lávových proudů a tudíž žádné z římských měst jimi nemohlo být zalito. Vědci na základě získaných dat určili, že erupce vyvrhla 1 až 4,4 km³ popela a pemzy, což na indexu vulkanické aktivity odpovídá stupni VEI 5. Prvotní fáze erupce, kdy sopka produkovala bílou fonolitickou pemzu, generovala zhruba 1,1 km³ sopečného materiálu. Šedá pemza fonoliticko-tefritského složení, dominující v druhé fázi, měla objem zhruba 1,5 km³ a plošně pokryla větší území. Celkové množství uvolněné tepelné energie bylo 100 tisíckrát větší než při detonaci atomové pumy nad Hirošimou. Po události nebyly Pompeje a Herculaneum nikdy přestavěny, ačkoliv proběhly záchranné práce a taktéž rabování. Masivní přísun vulkanické horniny se podepsal na vzhledu místní krajiny. Například pozměnil tok řeky Sarno a zároveň rozšířil pobřeží. Pompeje dříve ležely blíže k moři a stejně na tom bylo také Herculaneum, jehož vykopávky dnes leží 500 m ve vnitrozemí.

#### Datum erupce
Den 24. srpen je historiky[kým?] oficiálně přijímán jako začátek erupce. Datum pochází z dopisů Plinia mladšího. Ačkoliv přesným vylíčením průběhu sopečné erupce položil první základy vulkanologie, čímž je jeho spis pro vědce považován za důvěryhodný, tak ono datum je sporné. Během přepisování textu totiž mohl jeden ze středověkých opisovačů udělat v časovém údaji chybu. Archeologické vykopávky v Pompejích naznačují, že římské město bylo ve skutečnosti pohřbeno až o několik měsíců později – na konci října. Oběti mají na sobě teplejší oblečení. V obchodech se nalezly pozůstatky ovoce a zeleniny, typické pro říjen, zatímco srpnové produkty se prodávaly již v sušené či konzervované podobě. Konci října taktéž odpovídá nápis se „17. říjnem“, zapečetění sklenic kvašeného vína nebo omáčka Garum, u níž ryby vylovené zpravidla v létě musí projít procesem fermentace, trvající alespoň dva měsíce. Nalezená mince jedné ženy byla pravděpodobně vyražena v druhé polovině září. Srpen dále zpochybňují také poznatky o místních převládajících větrech. V den erupce byl sopečný mrak unášen na jihovýchod, nicméně v oblasti Neapole během léta dominují větry, vanoucí na západ. Naopak během podzimu se jejich směřování stáčí na jihovýchod.

## Galerie

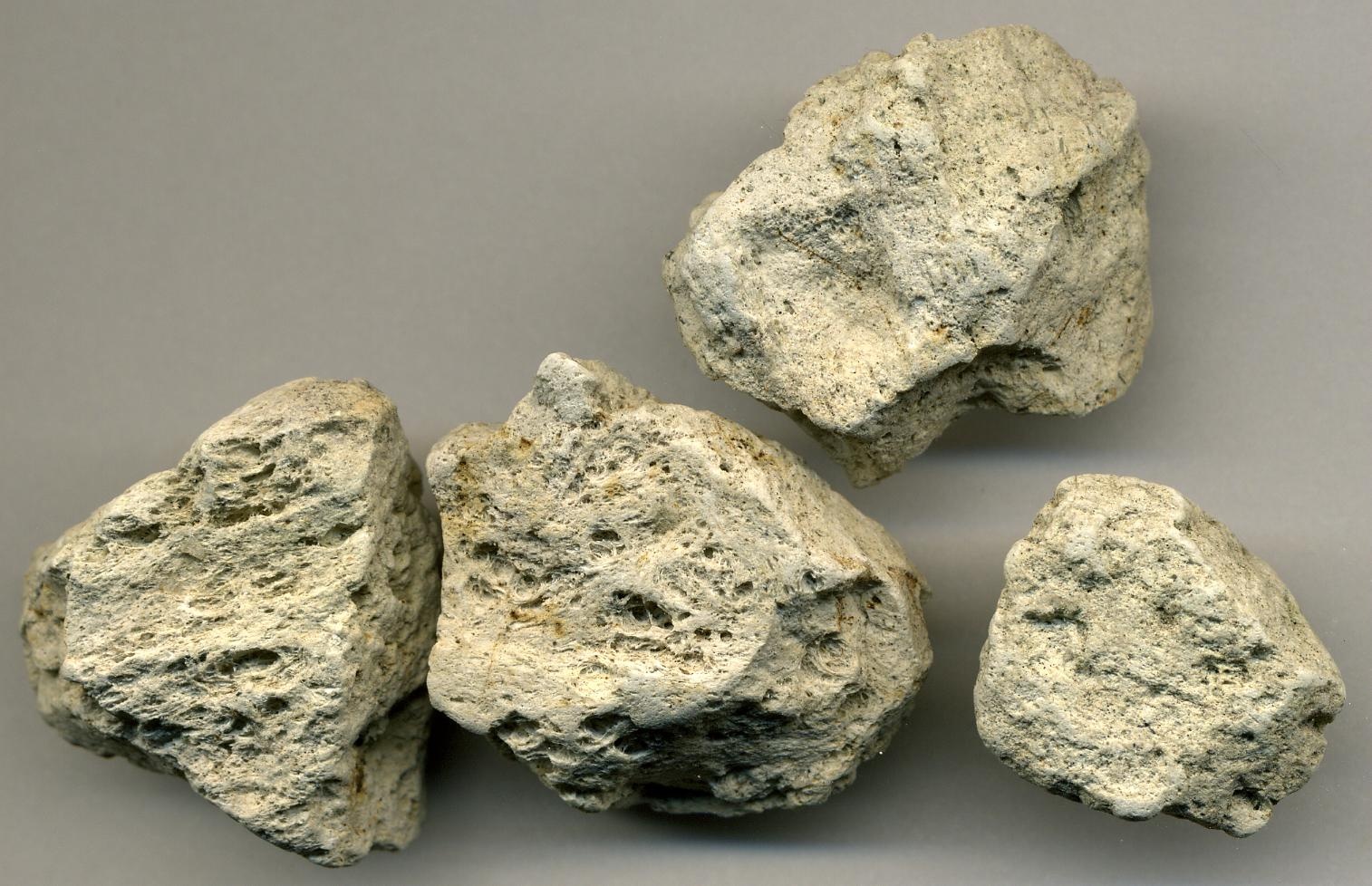
Fonolitová pemza z erupce roku 79
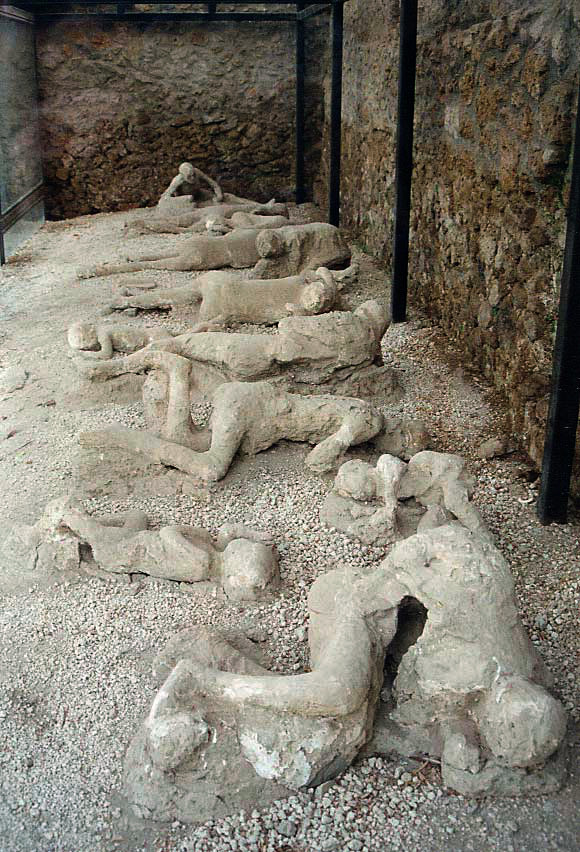
Sádrové odlitky obětí v Pompejí
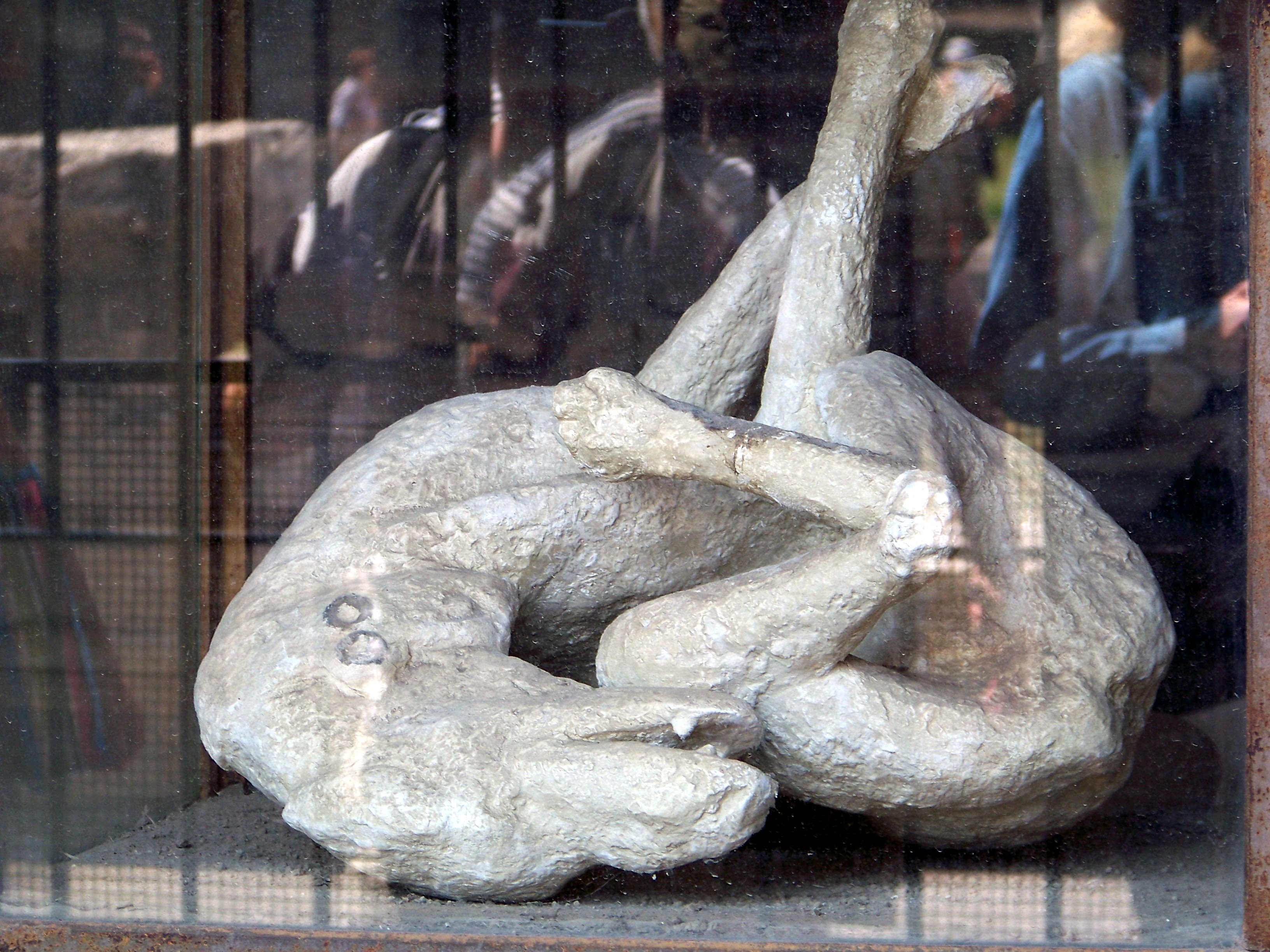
Pes, kterého rovněž zabil žár pyroklastického proudu/přívalu
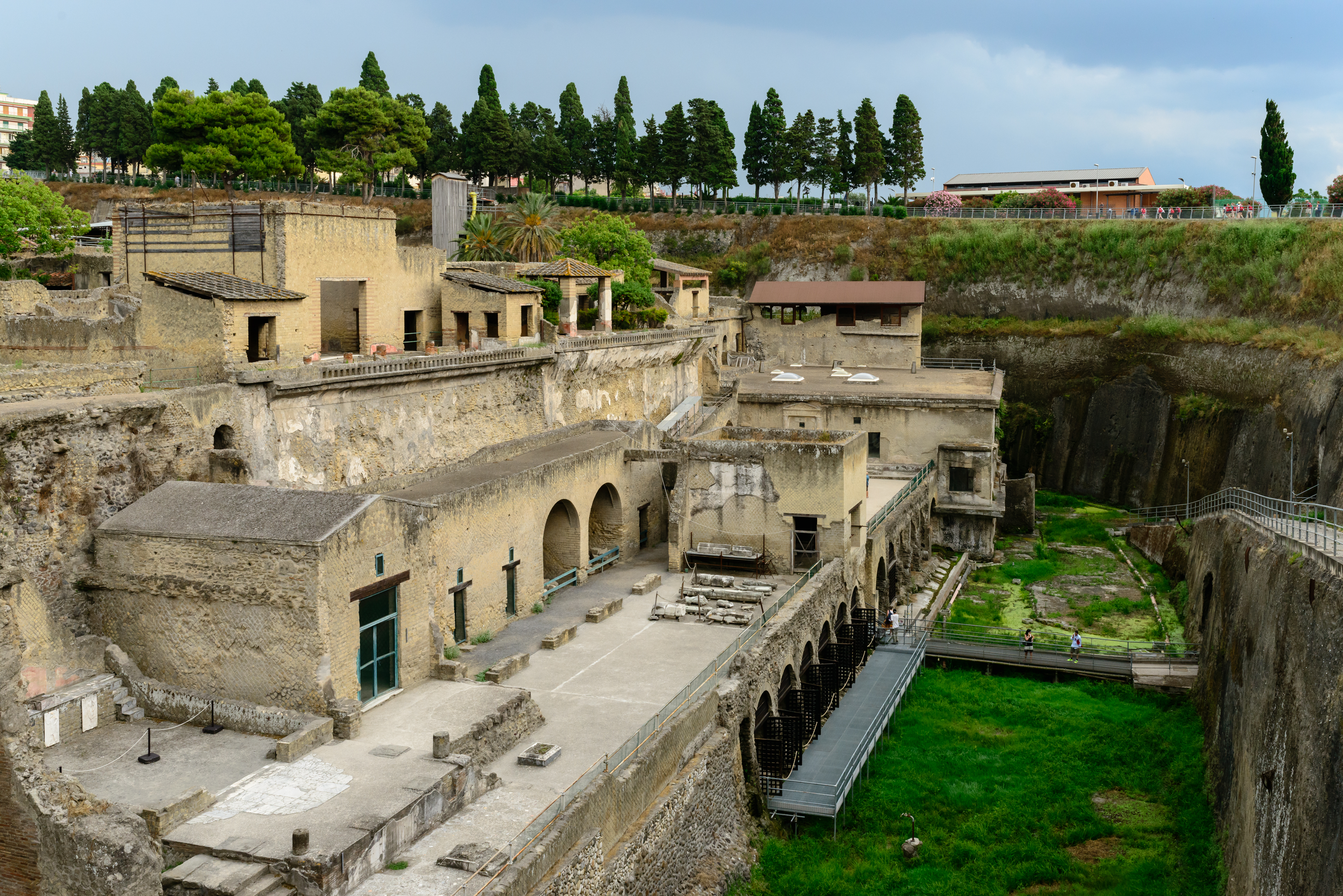
Vykopávky Herculanea. Římské město zasáhly všechny pyroklastické proudy/přívaly, které ho zasypaly 23 metrů tlustou vrstvou pyroklastických depozitů.